# Sakurai (Nara)
Sakurai (桜井市 Sakurai-shi?) es una ciudad localizada en la prefectura de Nara, Japón. En julio de 2019 tenía una población estimada de 55.153 habitantes y una densidad de población de 558 personas por km². Su área total es de 98,91 km².
La ciudad fue fundada el 1 de septiembre de 1956.

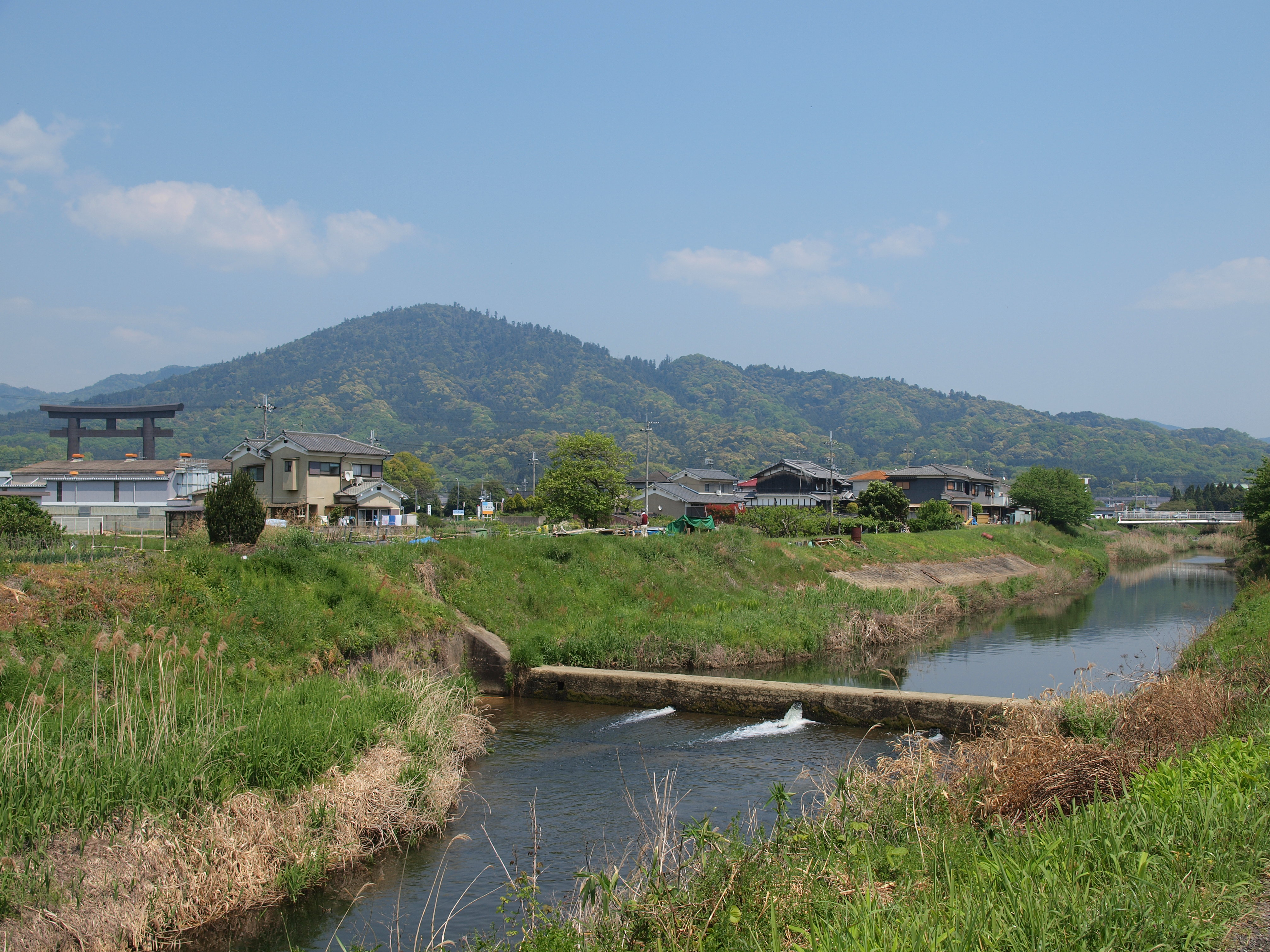
Río Yamato cruzando Sakurai.

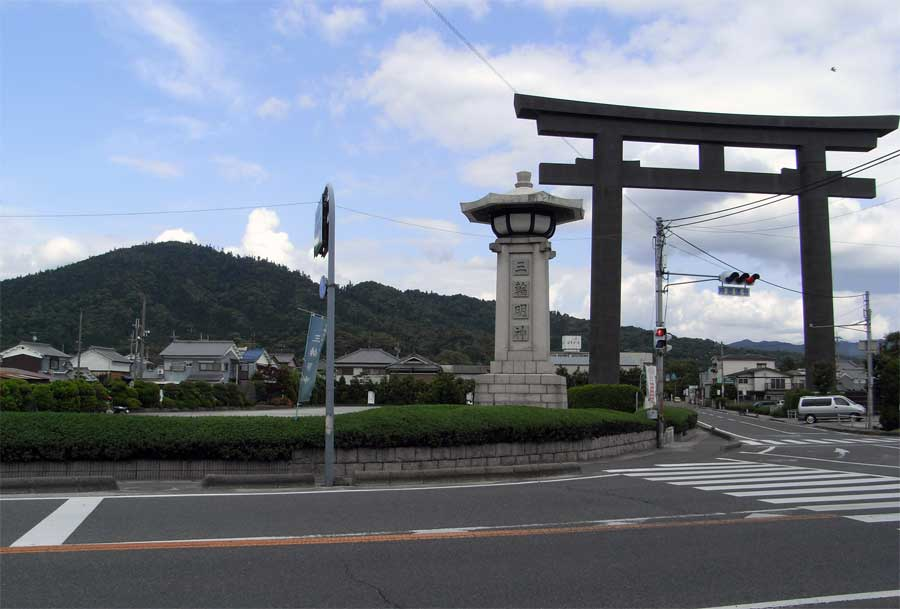
Santuario Ōmiwa.

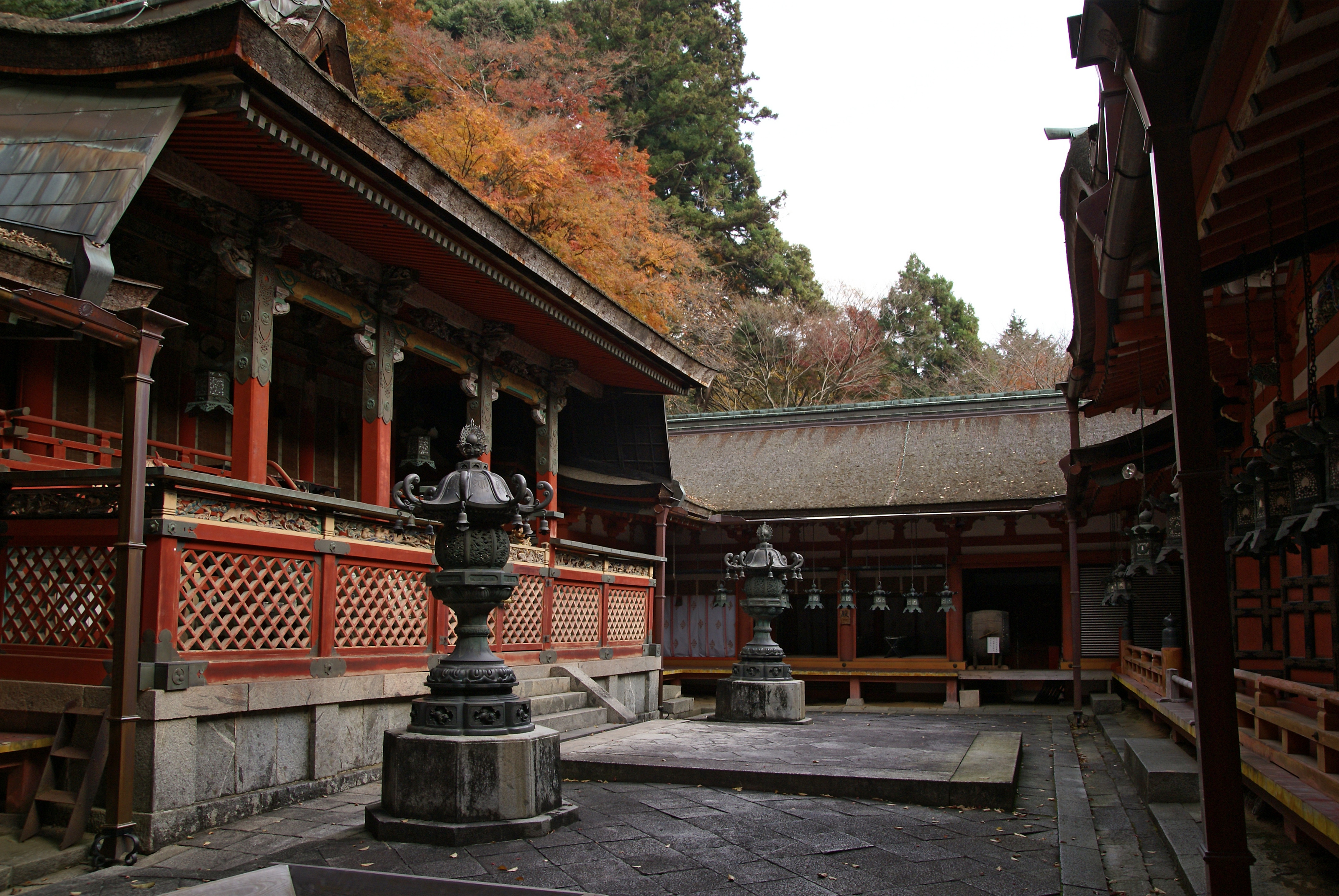
Santuario Tanzan.

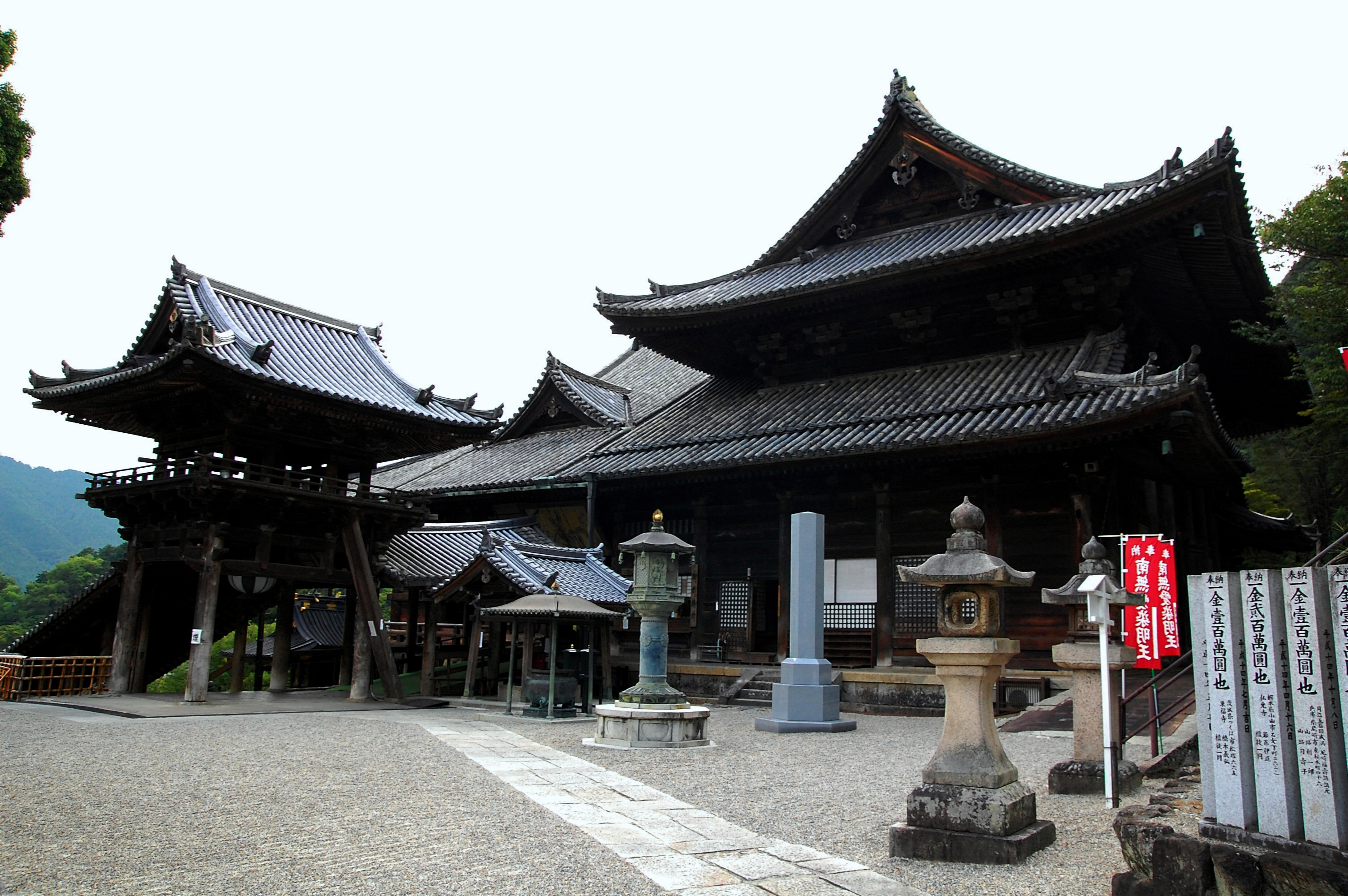
Hase-dera.

## Historia
Sakurai fue brevemente la capital de Japón durante el reinado del emperador Yūryaku. La vida de la corte imperial estaba centrada en el palacio Hatsuse no Asakura, donde el emperador vivió entre 457–479. Otros emperadores también construyeron palacios en el área, incluyendo:
- Iware no Mikakuri, 480–484,[4] durante el reinado del Emperador Seinei.[5]
- Nimiki, 499–506, durante el reinado del Emperador Buretsu.[6]
- Iware no Tamaho, 526–532,[4] durante el reinado del Emperador Keitai.[7]
- Hinokuma no Iorino, 535-539,[4] durante el reinado del Emperador Senka[8]
- Osata no Sakitama u Osada no Miya, 572–585,[9] durante el reinado del Emperador Bidatsu[10]

Sakurai y sus alrededores llegaron a ser la provincia de Yamato y, en una época, Yamato (和) sirvió de denominación para todo Japón.

## Geografía
Se ubica al sureste de la cuenca de Nara, y en ella fluyen varios ríos, entre ellos el río Yamato.

### Localidades circundantes
- Prefectura de Nara
  - Nara
  - Kashihara
  - Tenri
  - Uda
  - Tawaramoto
  - Asuka
  - Yoshino

## Demografía
Según datos del censo japonés, la población de Sakurai ha disminuido en los últimos años.
| Año del censo | Población |
| ------------- | --------- |
| 1995          | 63.225    |
| 2000          | 63.248    |
| 2005          | 61.130    |
| 2010          | 60.146    |
| 2015          | 57.244    |

## Lugares de interés
- Santuario Ōmiwa, uno de los santuarios sintoístas más antiguos de Japón en donde los productores de sake rinden tributo al kami del sake. Los distribuidores de sake en todo Japón a menudo cuelgan una bola de madera sugi, hecha en el santuario, como un talismán a la divinidad. Apareció en la novela Caballos desbocados de Yukio Mishima. El lugar ha sido venerado desde el período Kofun.
- Santuario Anashinimasuhyōzu
- Santuario Haseyamaguchiniimasu
- Santuario Tanzan, dedicado a Nakatomi no Kamatari y con pagoda de 13 niveles.
- Hase-dera, templo budista con una imagen de Kannon, la bosatsu de la misericordia, de 10 m de altura, la mayor de madera de Japón.
- Abe Monju-in, con un grupo de esculturas de Kaikei y un kofun.
- Shōrin-ji
- Byōdō-ji
- Yamanobe-no-michi
- Hashihaka-kofun
- Makimukui-seki (sitio histórico)
- Sakuraichausuyama-kofun (sitio histórico)

## Ciudades hermanas
- Kumano, Japón
- Taisha, Japón
- Chartres, Francia